# Javier Bardem
Javier Ángel Encinas Bardem, més conegut com a Javier Bardem (Las Palmas de Gran Canària, 1 de març de 1969) és un actor espanyol, guanyador d'un Oscar, cinc Premis Goya, un BAFTA, dues Copes Volpi i un Globus d'Or.

## Biografia
Va néixer l'1 de març de 1969 a Las Palmas de Gran Canària procedent d'una família arrelada a la cultura cinematogràfica: el seu avi era l'actor Rafael Bardem, la seva àvia la intèrpret Matilde Muñoz Sampedro, el seu oncle era el director Juan Antonio Bardem (Muerte de un ciclista), la seva mare l'actriu Pilar Bardem, i els seus germans els intèrprets Mónica i Carlos Bardem.
Amb aquests antecedents familiars, Bardem va introduir-se al món de la interpretació des de molt jove; va unir-se a diversos grups teatrals i va debutar a la televisió en la sèrie El pícaro, protagonitzada i dirigida per Fernando Fernán Gómez. Va aparèixer en unes quantes sèries de televisió abans de dedicar-se a pintar (va estudiar a l'Escola d'Arts i Oficis), i a l'esport. Abans de ser actor professional, Bardem va formar part de l'equip de rugbi de la selecció espanyola.
Té el nas trencat per una lesió practicant rugbi i boxeig i una baralla de carrer, i s'ha manifestat en contra de la violència.
Bardem va debutar a la pantalla gran l'any 1990 quan tenia 20 anys, amb la pel·lícula Las edades de Lulú, un film realitzat per Bigas Luna, un dels seus directors més habituals en la seva primera etapa com a intèrpret. La nominació al Goya com a millor actor principal per Jamón, jamón (1992), on actuava amb Penélope Cruz, va aconseguir donar-li la popularitat a Espanya.
Amb Huevos de oro (1993) va tornar a optar a un guardó que aconseguiria per Días contados (1994) en la categoria de millor actor de repartiment i posteriorment per Boca a boca (1995) i Los lunes al sol (2002) com a millor intèrpret protagonista. El 1995 va rebre un Premi Ondas al millor actor de cinema, ex aequo amb Federico Luppi.
La seva col·laboració amb Pedro Almodóvar a Carne trémula (1997) li va tornar a reportar una nova candidatura al Goya.
La revelació internacional de Bardem es va produir amb Antes que anochezca (2000), film biogràfic de l'escriptor cubà Reinaldo Arenas pel qual va ser nomenat al Globus d'Or i a l'Oscar com a millor actor principal. Per aquesta pel·lícula també va aconseguir la Copa Volpi al Festival Internacional de Cinema de Venècia, guardó que va tornar a aconseguir per la seva interpretació a Mar adentro (2004), film dirigit per Alejandro Amenábar. Anteriorment només havien rebut dues vegades aquest premi Jean Gabin: Toshiro Mifune i Sean Penn. Per Mar adentro va ser nomenat als Globus d'Or i va aconseguir ser guardonat amb el premi Goya.
Algunes de les seves últimes estrenes són Collateral (2004) de Michael Mann, Los fantasmas de Goya (2006), pel·lícula de Milos Forman en la qual interpretava a un inquisidor, i "El amor en los tiempos del còlera" (2007), adaptació de la novel·la homònima de Gabriel García Márquez que va dirigir Mike Newell.

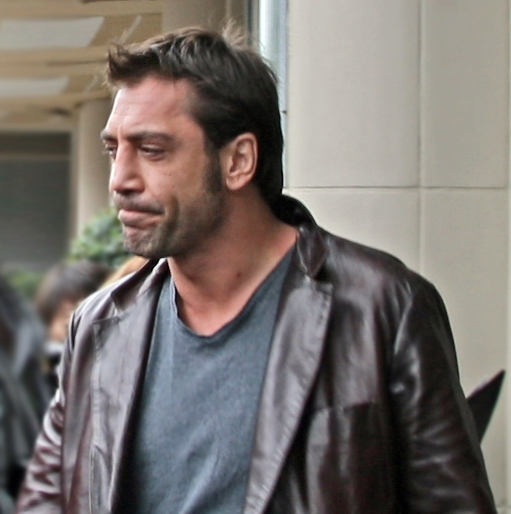
Javier Bardem al Festival de Toronto del 2007.

Per la seva participació en No Country for Old Men (2007), Bardem va rebre el Globus d'Or, el BAFTA i el premi Oscar al millor actor secundari.
Va anar uns mesos a estudiar als Estats Units, encara que no va pensar en cap moment deixar el cinema espanyol per marxar definitivament a Hollywood. Va ser seleccionat pel mateix John Malkovich, com a protagonista d'un llargmetratge entorn de la figura del líder del grup guerriller "Sendero Luminoso".
El 2008 va protagonitzar la pel·lícula Vicky Cristina Barcelona de Woody Allen, juntament amb Penélope Cruz i Scarlett Johansson. En 2010 va ser guardonat com a millor actor al Festival de Cannes i al Goya per la seva interpretació a Biutiful, d'Alejandro González Iñárritu, i es va convertir en el primer actor castellanoparlant nominat a l'oscar al millor actor. Va fer de villà Raoul Silva a la pel·lícula de James Bond, Skyfall. Bardem va rebre l'estrella 2.484 del Passeig de la Fama de Hollywood el 8 de novembre de 2012, que es troba fora del cine El Capitan.

### Vida personal
L'idioma natiu de Bardem és el castellà i també parla anglès amb fluïdesa. És fanàtic de la música heavy metal i li afirma que va aprendre a parlar anglès gràcies al grup australià AC/DC, en alguns aspectes. Bardem prefereix no conduir, només es posa al volant per intepretar papers en pel·lícules, i constantment es refereix a si mateix com a "treballador", no com a actor.
Tot i que Bardem va ser criat com a catòlic, és agnòstic. Arran de la legalització del matrimoni homosexual a Espanya l'any 2005, Bardem va afirmar que si fos gai, es casaria «l'endemà mateix, només per fotre l'Església». Més tard va dir que si bé no creu fermament en allò sobrenatural, no ho nega. «Som tan sols aquest petit lloc en tot l'univers, per la qual cosa, per suposat, hi ha d'haver altres coses, altres persones, altres criatures, altres vides i altres dimensions. Clar, crec en això». En la maateixa entrevista, Bardem va afirmar que creu que la ciència i les creences «haurien d'anar de la mà».
Va començar a sortir amb Penélope Cruz durant el rodatge de Vicky Cristina Barcelona, i la parella es va casar el juliol de 2010 a les Bahames. Tenen dos fills Leo Encinas Cruz, nascut el 22 de gener de 2011 a Los Angeles i Luna, nascuda el 22 de juliol de 2013 a Madrid.

## Filmografia
- 1990 - Las edades de Lulú
- 1991 - Tacones lejanos
- 1991 - Amo tu cama rica
- 1992 - Huídos
- 1992 - Jamón, jamón
- 1993 - El amante bilingüe
- 1993 - Huevos de oro
- 1995 - Boca a boca
- 1994 - El detective y la muerte
- 1994 - Días contados
- 1994 - Pronóstico reservado
- 1994 - La teta i la lluna
- 1996 - Más que amor, frenesí
- 1996 - Éxtasis
- 1996 - Airbag
- 1996 - El amor perjudica seriamente a la salud
- 1997 - Perdita Durango
- 1997 - Carne trémula
- 1998 - Torrente, el brazo tonto de la ley
- 1999 - Segunda piel
- 1999 - Los lobos de Washington
- 1999 - Entre las piernas
- 2000 - Antes que anochezca
- 2001 - Sin noticias de Dios
- 2002 - Los lunes al sol
- 2002 - Pasos de Baile
- 2004 - Mar adentro
- 2004 - Collateral
- 2006 - Los fantasmas de Goya
- 2007 - El amor en los tiempos del cólera
- 2007 - No Country for Old Men
- 2008 - Vicky Cristina Barcelona
- 2010 - Biutiful
- 2010 - Menja, resa, estima
- 2012 - To the Wonder
- 2012 - Skyfall
- 2013 - Alacrán enamorado
- 2013 - The Counselor
- 2017 - Pirates of the Caribbean: Dead Men Tell No Tales
- 2018 - Loving Pablo[19]
- 2018 - Todos lo saben
- 2020 - The Roads Not Taken
- 2021 - El buen patrón
- 2022 - Lil, el meu amic cocodril
- 2023 - La Sireneta
- 2024 - Dune: Part 2

## Premis i nominacions

### Premis Gaudí
| Any  | Categoria                   | Pel·lícula               | Resultat |
| ---- | --------------------------- | ------------------------ | -------- |
| 2009 | Millor protagonista masculí | Vicky Cristina Barcelona | Nominat  |

### Premis Goya
| Any  | Categoria                    | Pel·lícula                            | Resultat  |
| ---- | ---------------------------- | ------------------------------------- | --------- |
| 1993 | Millor actor                 | Jamón, jamón                          | Nominat   |
| 1994 | Millor actor secundari       | Huevos de oro                         | Nominat   |
| 1995 | Millor actor                 | Días contados                         | Guanyador |
| 1996 | Millor actor                 | Boca a boca                           | Guanyador |
| 1998 | Millor actor                 | Carne trémula                         | Nominat   |
| 2003 | Millor actor                 | Los lunes al sol                      | Guanyador |
| 2005 | Millor actor                 | Mar adentro                           | Guanyador |
| 2011 | Millor actor                 | Biutiful                              | Guanyador |
| 2013 | Millor pel·lícula documental | Hijos de las nubes, la última colonia | Guanyador |
| 2018 | Millor actor                 | Loving Pablo                          | Nominat   |
| 2019 | Millor actor                 | Todos lo saben                        | Nominat   |
| 2022 | Millor actor                 | El bon patró                          | Guanyador |

### Premis Oscar
| Any  | Categoria              | Pel·lícula             | Resultat  |
| ---- | ---------------------- | ---------------------- | --------- |
| 2001 | Millor actor           | Before Night Falls     | Nominat   |
| 2008 | Millor actor secundari | No Country for Old Men | Guanyador |
| 2011 | Millor actor           | Biutiful               | Nominat   |
| 2022 | Millor actor           | Being the Ricardos     | Nominat   |

### Premis BAFTA
| Any  | Categoria              | Pel·lícula             | Resultat  |
| ---- | ---------------------- | ---------------------- | --------- |
| 2008 | Millor actor secundari | No Country for Old Men | Guanyador |
| 2011 | Millor actor           | Biutiful               | Nominat   |
| 2013 | Millor actor secundari | Skyfall                | Nominat   |